# Doolittle Raid
Doolittle Raid ist die Bezeichnung eines Überraschungsangriffs der Luftstreitkräfte der US-Armee am 18. April 1942 auf Tokio. Diese Operation im Zweiten Weltkrieg während des Pazifikkriegs wurde nach ihrem militärischen Leiter Lieutenant Colonel James H. Doolittle benannt. Es war der erste Angriff auf die japanischen Heimatinseln in diesem Krieg und diente vor allem der psychologischen Kriegsführung.

## Vorbereitung
Der militärische Schlag – als erste „Antwort“ auf Pearl Harbor – gegen die japanischen Hauptinseln in einer relativ frühen Phase des Pazifikkriegs basierte auf einer Studie, die als Ergebnis den Start von zweimotorigen Bombern von einem Flugzeugträger aus in Richtung Japan als möglich erachtete. Admiral Ernest J. King und US-Luftwaffen-General Henry H. Arnold waren von diesem Ergebnis sofort begeistert. Arnold suchte als Operationsleiter den technisch versierten James H. Doolittle aus, der eine geeignete Mannschaft für diesen Einsatz zusammenstellte.
Als Bomber wurden die modernen und leichten North American B-25 Mitchell ausgesucht. Tests hatten ergeben, dass sie mit einer ausreichenden Bombenlast und genug Treibstoff an Bord von einem Flugzeugträger aus starten konnten. Nach der Bombardierung Tokios sollten die Maschinen bis nach China weiterfliegen und dort niedergehen können.
An den Flugzeugen wurden die schweren Maschinengewehre entfernt, um Platz für zusätzliche Tanks zu erhalten. Um feindliche Jäger zu irritieren, wurden im Heck Holzattrappen eingebaut, die auf Distanz wie echte Maschinengewehre aussahen. Jede Maschine wurde mit vier 500-Pfund-(227-kg)-Bomben beladen.
Die von Doolittle rekrutierten Freiwilligen unterzogen sich einem harten Training und wussten, dass sie in einen sehr gefährlichen Einsatz gehen würden.

## Ausführung

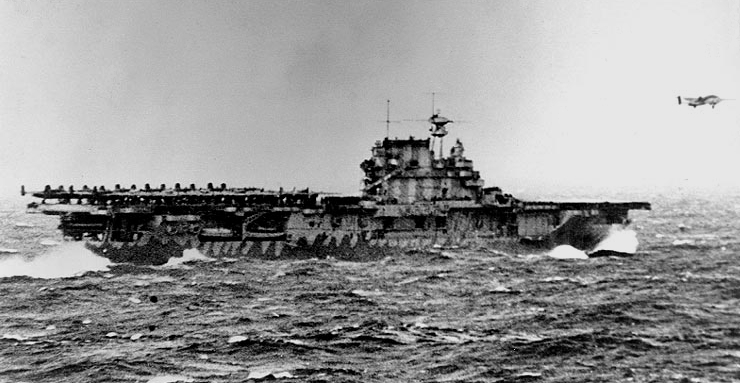
Die mit der kleinen B-25B-Flotte beladene USS Hornet im Pazifik

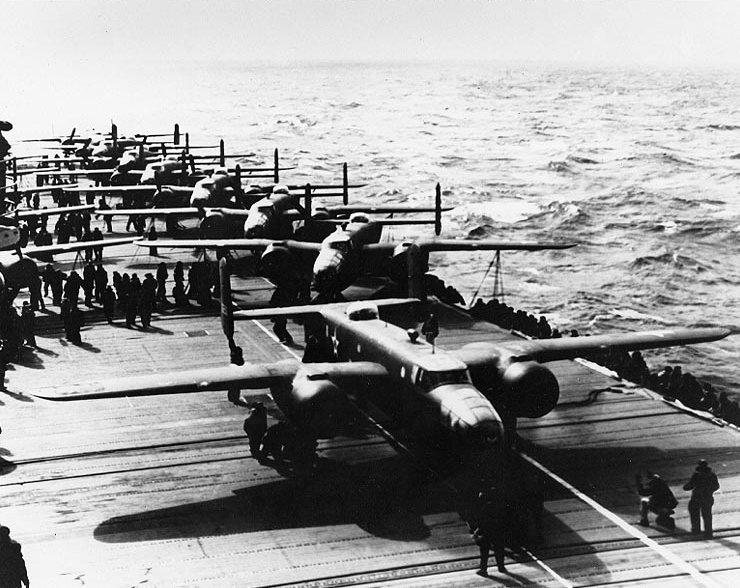
Dicht gedrängt stehen die Maschinen auf dem Flugdeck der USS Hornet

Der erst kurz zuvor in Dienst gestellte Flugzeugträger Hornet wurde unter dem Kommando von Captain Marc A. Mitscher in den Pazifik beordert. Das Unternehmen war so geheim, dass Mitscher erst über den Plan unterrichtet wurde, als die 16 Flugzeuge an Bord kamen. Wegen Platzproblemen (die Flugzeuge hatten keine einklappbaren Tragflächen) stellten die Amerikaner sie in der Reihenfolge, in der sie starten sollten, dicht gedrängt auf dem Flugdeck der Hornet auf. Die Maschinen konnten nicht unter Deck untergebracht werden, sondern mussten während des gesamten Einsatzes an Deck gewartet werden.
Am 2. April 1942 nahm die Hornet Kurs in Richtung Japan. Am 13. April stieß die Enterprise zur Hornet, um die Eigensicherung des Verbandes zu übernehmen, da die Jäger der Hornet diese Aufgabe wegen des blockierten Flugdecks nicht wahrnehmen konnten.

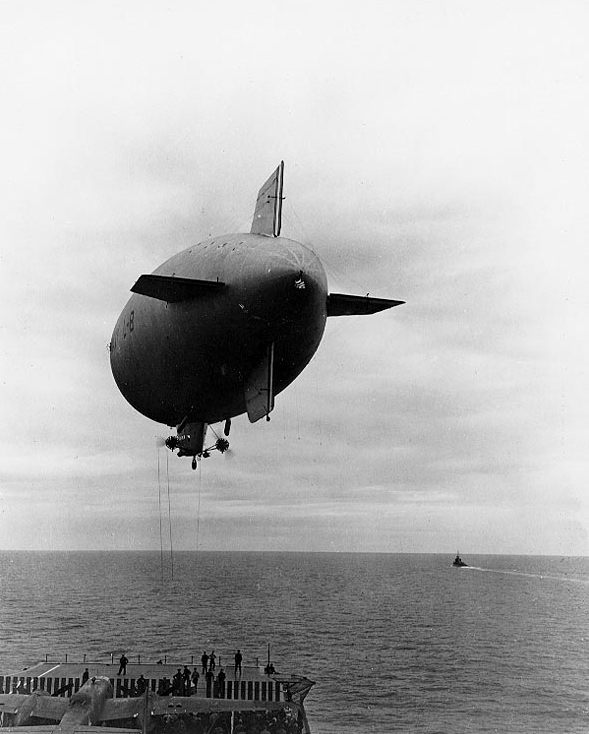
L-8 beim Abliefern der Ersatzteile für den Doolittle Raid auf der USS Hornet

Am 11. April startete das Luftschiff L-8 in San Francisco. Es lieferte Navigationskuppeln und Ersatzteile, die vor der Abfahrt noch nicht montiert worden waren.
Der Start war für den 18. April bei einer Festlandsentfernung von 400 Seemeilen (ca. 740 km) geplant. Da man aber früher als erwartet Radarechos von japanischen Patrouillenbooten feststellte, wurde der Start vorgezogen. Als die Flugzeuge gegen 8 Uhr Ortszeit starteten, war die Hornet noch 600 Seemeilen (ca. 1100 km) von Japan entfernt.
Die meisten der mit fünf Besatzungsmitgliedern fliegenden B-25B bombardierten Militär- und Industrieanlagen in Tokio oder Yokohama. Einige trafen Anlagen in der Stadt Nagoya; die angerichteten Schäden waren aus militärischer Sicht allerdings nicht sehr hoch. Es gab auf japanischer Seite etwa 50 Tote und 400 Verletzte.
Die japanische Flugabwehr und Luftwaffe waren so überrascht, dass sie für die kleine B-25B-Flotte praktisch nicht in Erscheinung traten. Alle Maschinen konnten Japan unbeschädigt in Richtung China verlassen. Eine Maschine hatte aber nur noch so wenig Treibstoff, dass sie Kurs auf die zu diesem Zeitpunkt in Bezug auf Japan noch neutrale Sowjetunion nehmen musste. Nachdem sie nördlich von Wladiwostok niedergegangen war, wurde die Mannschaft von den Sowjets interniert und konnte erst nach über einem Jahr über den Iran in die USA zurückkehren.

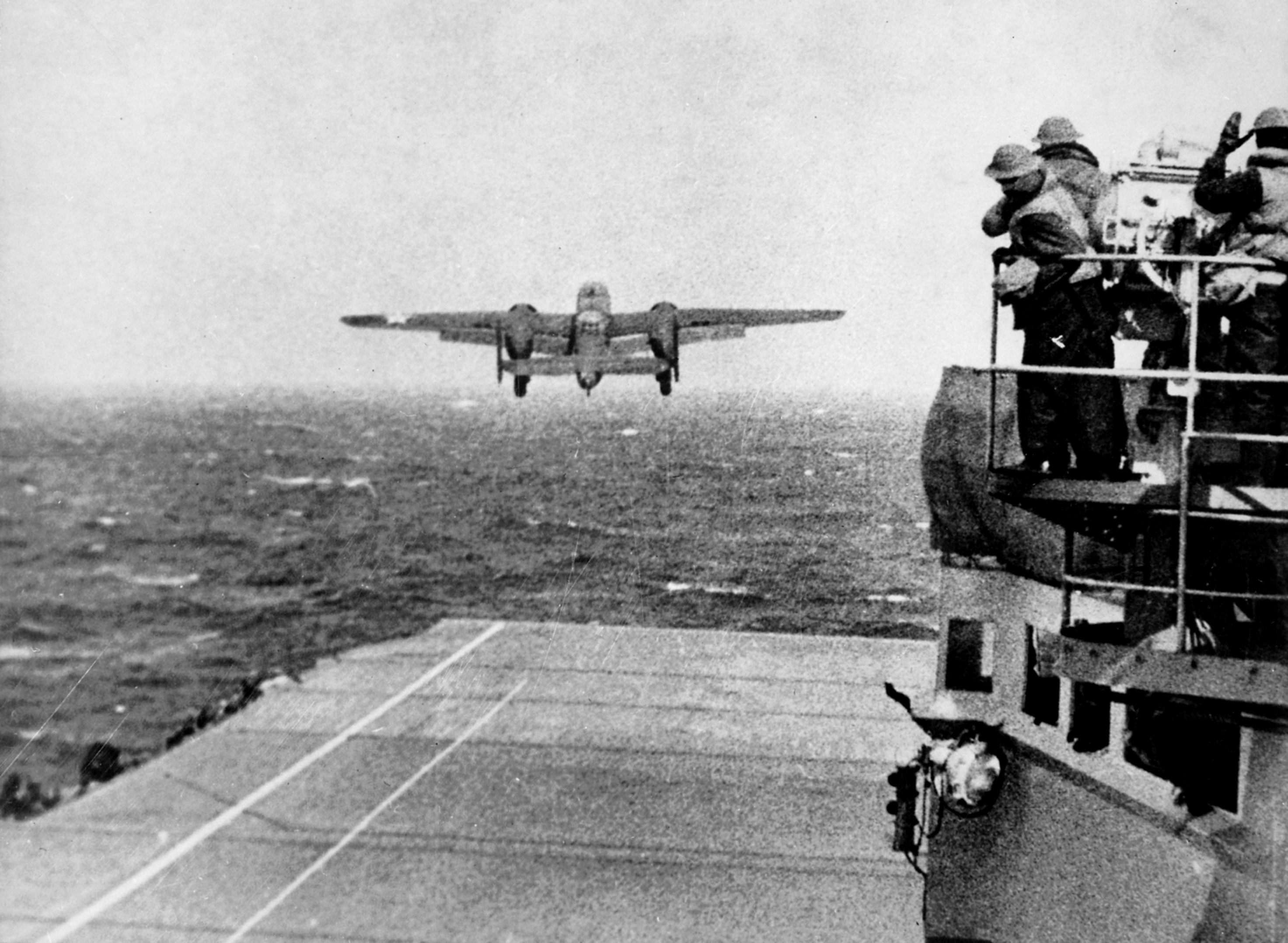
Eine B-25B hebt in Richtung Tokio ab

Die anderen Maschinen kamen in der Dunkelheit zur chinesischen Küste. Vier Flugzeuge stürzten wegen Treibstoffmangels direkt vor oder an der Küste ab. Da nach fünfzehnstündigem Flug auch die anderen elf Maschinen keinen Treibstoff mehr hatten, verließen die Besatzungen diese mit ihren Fallschirmen über dem von Japanern besetzten Hinterland. Die meisten Besatzungsmitglieder wurden von der chinesischen Bevölkerung versteckt, 12 von ihnen wurden jedoch von Japanern gefangen genommen.

## Folgen
In Reaktion auf den unerwarteten Angriff ließ die japanische Führung kriegsrechtswidrig drei der Gefangenen in Shanghai hinrichten. Ein weiterer Kriegsgefangener starb in der Gefangenschaft. Zudem entwickelte Japan das Ballonbomben-Projekt; es war in der militärischen Auseinandersetzung aber unbedeutend.
Das japanische Oberkommando beschloss als zusätzliche Maßnahme gegen weitere US-Angriffe die Ausdehnung der Vorpostenkette im Pazifik. Dieser Entschluss führte am 4. Juni 1942 zur Schlacht um Midway.
Weil einige chinesische Zivilisten US-Piloten geholfen hatten, startete die japanische Armee noch im Mai 1942 die Zhejiang-Jiangxi-Offensive. Rund 250.000 chinesische Zivilisten starben, viele von ihnen an der Infektionskrankheit Milzbrand, deren Erreger die Einheit 731 verbreitet hatte.
Ein amerikanisches Kriegsgericht in Shanghai begann am 27. Februar 1946 ein Verfahren gegen die für die Hinrichtung der US-Piloten vordergründig verantwortlichen Japaner. Es wurde erwartet, dass diese Verhandlung ein Präzedenzfall für das anstehende Verfahren gegen die Hauptkriegsverbrecher vor dem Internationalen Militärgerichtshof für den Fernen Osten sein sollte, weshalb auch dessen Chefankläger Joseph B. Keenan zur Beobachtung anreiste.
Erst seit 2002 zugängliche Akten des Investigative Records Repository (IRR) zeigen, dass die Hinrichtung der Doolittle Airmen wohl tatsächlich von Prinz Higashikuni Naruhiko – als Kommandant der japanischen Heimwehr – angeordnet worden war. Die Amerikaner ermittelten auch, dass er plante, den Tennō Hirohito durch den minderjährigen Akihito zu ersetzen und selbst die Regentschaft zu übernehmen.
Am 29. März 2015 starb Robert L. Hite im Alter von 95 Jahren. Er war der letzte Überlebende der acht US-amerikanischen Kriegsgefangenen. 
Zwei Monate zuvor war sein Kamerad, Bombenschütze Edward J. Saylor, im Alter von 94 Jahren gestorben.

## Videodokumentation
- One Hour Over Tokyo: Doolittle Raid, A & E Home Video, 2002 (nur NTSC-Format)

## Verfilmungen
- Bestimmung Tokio (Original: Destination Tokyo), 1943, Regie: Delmer Daves, Darsteller: Cary Grant, John Garfield u. a.
- Dreißig Sekunden über Tokio (Original: Thirty Seconds Over Tokyo), 1944, Regie: Mervyn LeRoy, Darsteller: Van Johnson, Spencer Tracy, u. a.
- Im Film Pearl Harbor wird der Doolittle Raid als Reaktion der Amerikaner auf den japanischen Angriff behandelt.
- Der Film Schlacht um Midway befasst sich zu Beginn ebenfalls mit dem Doolittle Raid.
- Im Film Midway – Für die Freiheit (2019) wird der Doolittle Raid ebenfalls thematisiert.